# Issoufou Saïdou Djermakoye

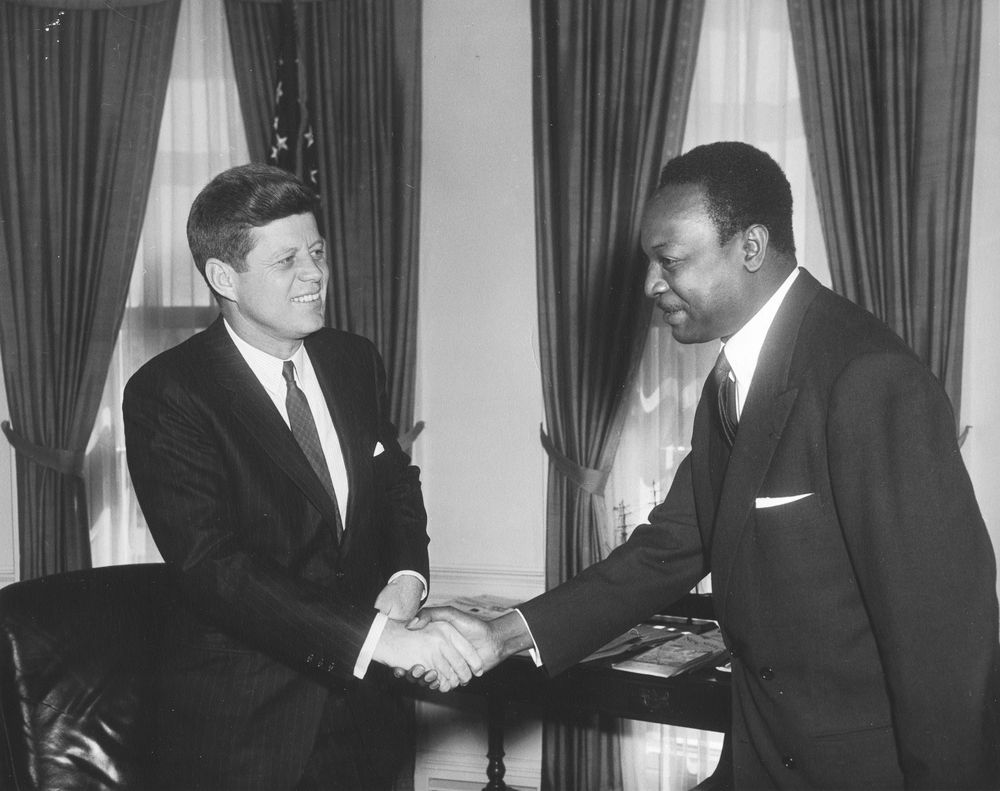
Botschafter Issoufou Saïdou Djermakoye mit Präsident John F. Kennedy im Oval Office (1961)

Issoufou Saïdou Djermakoye (* 10. Juli 1920 in Dosso, Französisch-Westafrika; † 13. Juni 2000 in Paris) war ein nigrischer Politiker und Diplomat.

## Leben
Issoufou Saïdou Djermakoye war ein Neffe von Abdou Aoûta Djermakoye, des von 1902 bis 1913 regierenden traditionellen Herrschers von Dosso mit dem Titel Djermakoye. Er besuchte zunächst Schulen in Algier und Paris. Ab 1939 diente er bei den Französischen Streitkräften und nahm 1940 an der Schlacht um Frankreich teil. Danach setzte er seine Schulausbildung am Pariser Lycée Saint-Louis fort und war 1943 an dieser Schule der erste Abiturient aus Niger.
Saïdou Djermakoye war ein Gründungsmitglied und der erste Präsident des Zentralkomitees der Nigrischen Fortschrittspartei (PPN-RDA). Er leitete die Delegation seiner Partei bei der Gründungsversammlung des Afrikanischen Demokratischen Sammlung (RDA), die 1946 in Bamako stattfand. 1947 ließ sich Saïdou Djermakoye zum Ratsmitglied der Union française wählen, was er bis zu deren Auflösung 1958 blieb. Er war 1948 an der Gründung einer neuen Partei beteiligt, der Union unabhängiger Nigrer und Sympathisanten (UNIS). Bei den Wahlen zur Territorialversammlung 1952 wurde er zum Abgeordneten für den Kreis Dosso gewählt und hatte einen Sitz im Grand Conseil von Französisch-Westafrika. Ein Jahr später trat er aus der UNIS aus, war zunächst Gründungsmitglied der Nigrischen Fortschrittlichen Union (UPN) und dann Mitglied des Nigrischen Aktionsblocks (BNA), der 1956 mit der Nigrischen Demokratischen Union (UDN) von Djibo Bakary zur nigrischen Sektion der Afrikanischen Sozialistischen Bewegung (MSA) fusionierte. Die erneute Wahl zur Territorialversammlung im Jahr 1957 verlor Saïdou Djermakoye, dafür wurde er am 8. Juni 1958 in den französischen Senat gewählt. Dort engagierte er sich in der Kommission für äußere Angelegenheiten, Verteidigung und Streitkräfte. Entgegen der Parteilinie war er ein Befürworter des nigrischen Autonomiereferendums vom 28. September 1958 und wurde in weiterer Folge wieder ein Mitglied der Nigrischen Fortschrittspartei, für die er bei den Wahlen zur Territorialversammlung in Niger 1958 zum Abgeordneten gewählt wurde.
Weniger als eine Woche später bestimmte ihn Premierminister Hamani Diori zum stellvertretenden Vorsitzenden des Ministerrats. Sein Mandat als französischer Senator endete am 15. Juni 1959. Hamani Diori berief ihn am 2. April 1959 als Justizminister in die Regierung. Am 31. Dezember 1960 übernahm Saïdou Djermakoye stattdessen die Funktion des der Präsidentschaftskanzlei zugeteilten Ministers. Er wurde am 13. April 1961 zum ersten Ständigen Vertreter Nigers bei den Vereinten Nationen in New York und am 18. April 1961 zum ersten Botschafter Nigers in den Vereinigten Staaten ernannt. Am 11. August 1962 wurde er in beiden Funktionen von Abdou Sidikou abgelöst und stattdessen erneut der der Präsidentschaftskanzlei zugeteilte Minister, diesmal mit dem Zusatz der Zuständigkeit für die internationale Zusammenarbeit. Von 25. Juni 1963 bis 23. November 1965 war er ein weiteres Mal Justizminister und schied dann aus der Regierung aus. Sein Nachfolger als Justizminister wurde Mahamane Dan Dobi.
Von 1967 bis 1982 arbeitete Issoufou Saïdou Djermakoye unter den Generalsekretären U Thant und Kurt Waldheim als Funktionär für die Vereinten Nationen, unter anderem als Untersekretär des UN-Treuhandrats.
1982 ging Saïdou Djermakoye zunächst in den Ruhestand, bis er 1998 in fortgeschrittenem Alter das Amt des 18. Djermakoye von Dosso antrat. Dieses hatte er bis zu seinem Tod inne. Er wurde im Palast der Djermakoye in Dosso bestattet.

## Ehrungen
- Großkreuz des Nationalordens von Niger[4]
- Croix de guerre 1939–1945
- Ritter des Ordens vom Schwarzen Stern von Benin
- Kommandeur der Ehrenlegion
- Ritter des Ordre royal du Million d’Éléphants et du Parasol blanc
- Kommandeur des Ordens der Komoren
- Kommandeur des Ordens von Obervolta
- Kommandeur des Nationalordens von Senegal[2]